# Callopsylla longispina
Callopsylla longispina är en loppart som beskrevs av Zhang Rongguang et Yu Xin 1988. Callopsylla longispina ingår i släktet Callopsylla och familjen fågelloppor. Inga underarter finns listade i Catalogue of Life.